# Сунгай
Сунгай — село в Кытмановском районе Алтайского края. Административный центр Сунгайского сельсовета.

## История
Основано в 1799 году. В 1926 году село Сунгайское состояло из 178 хозяйств. В национальном составе населения того периода преобладали русские. В административном отношении являлась центром Сунгайского сельсовета Верх-Чумышского района Барнаульского округа Сибирского края.
В 2022 образован кластер Сунгай заповедника Салаир.

## Население
| 1926 | 1997 | 1998 | 1999 | 2000 | 2001 | 2002 | 2003 | 2004 | 2005 |
| ---- | ---- | ---- | ---- | ---- | ---- | ---- | ---- | ---- | ---- |
| 1038 | ↘974 | ↘970 | ↘925 | ↗947 | ↘908 | ↘831 | ↘806 | ↘802 | ↘792 |
| 2006 | 2007 | 2008 | 2009 | 2010 | 2011 | 2012 | 2013 |      |      |
| ↘787 | ↘785 | ↘771 | ↘754 | ↘669 | ↗680 | ↘654 | ↘626 |      |      |

Национальный состав
Согласно результатам переписи 2002 года, в национальной структуре населения русские составляли 93 %.